# Estádio Caio Martins
Het Estádio Caio Martins is een voetbalstadion in Niterói, in de staat Rio de Janeiro en was de thuisbasis van Botafogo FR.

## Geschiedenis
Het stadion werd genoemd naar Caio Vianna Martins. In 1938 was de 15 jaar oude Martins verwikkeld in een zwaar treinongeval en wilde hij geen brancard omdat anderen dit meer nodig hadden. Hij liep naar de hulppost maar overleed kort daarna aan zijn verwondingen. De bijnaam Mestre Ziza verwijst naar Zizinho, een speler die speelde op het WK 1950.
Het stadion werd gebouwd in opdracht van de toenmalige gouverneur van de staat Rio de Janeiro, die wilde dat er een voetbalclub uit Niterói deelnam aan het Campeonato Carioca, de competitie van de toenmalige Braziliaanse hoofdstad Rio de Janeiro, die op dat moment niet tot de staat behoorde. Canto do Rio ging in het stadion spelen. De eerste wedstrijd werd met 1-3 verloren van Vasco da Gama.
Botafogo gebruikte het stadion later ook voor wedstrijden tegen kleinere clubs tussen 1981 en 2004.